# Muharem
Muharem je moško osebno ime.

## Izvor imena
Ime Muharem je muslimansko ime, ki izhaja prek turškega Muharrem iz arabskega imena Muharräm. To pomeni »ohranjen; zaščiten; nedotakljiv; ime prvega meseca v islamskem koledarju«. V Sloveniji imajo ime Muharem muslimanski priseljenci iz področja bivše Jugoslavije in njihovi potomci.

## Različice imena
- moške različice imena: Harko, Haro, Muha, Muho, Mušan, Mušo
- ženske različice imena: Hanka, Muharema, Muša, Muška

## Pogostost imena
Po podatkih Statističnega urada Republike Slovenije je bilo na dan 31. decembra 2007 v Sloveniji število moških oseb z imenom Muharem: 282.

## Zanimivost
Muharam, tudi Muharrem ali Muharram ul Haram je ime prvega meseca v islamskem koledarju, ki je eden od štirih svetih mescev v letu.